# هوبير زيمارمان
هوبير زيمارمان (بالفرنسية: Hubert Zimmermann)‏ هو عالم حاسوب ومهندس فرنسي، ولد في 1941، وتوفي في 9 نوفمبر 2012.